# Russian Woman
«Russian Woman» (с англ. — «Русская женщина» или «Российская женщина») — песня российской певицы Манижи, с которой она представила Россию на «Евровидении-2021». Премьера песни состоялась 8 марта 2021 года на национальном отборе Первого канала на «Евровидение-2021». В цифровом формате песня была выпущена 19 марта 2021 года.
Аранжировка сочетает элементы хип-хопа, поп-музыки, танцевальной музыки и русской народной песни. Текст песни написан на русском языке с небольшими фрагментами на английском и вдохновлён феминистскими идеями. Текст песни, образ Манижи в номере для «Евровидения» и факт её выступления на конкурсе вызвали противоречивую реакцию в России.
Песня заняла девятое место в финале «Евровидения-2021», прошедшего в мае 2021 года, набрав 204 очка. Кроме того, песня заняла 2-е место за «Лучший текст» на конкурсе «Eurostory Award» в рамках «Евровидения».

## Музыка и слова
Текст песни написан на русском языке с небольшими фрагментами на английском. Это первая за двенадцать лет композиция на «Евровидении», в которой есть текст на русском языке. По словам Манижи, решение сохранить текст на русском языке на «Евровидении» было вдохновлено участниками прошлых лет, поющими на своих языках — Сальвадором Собралом и Билалом Ассани.
В прессе песню охарактеризовывали как мультижанровую с влиянием хип-хопа, поп-музыки, танцевальной музыки и русской народной песни. Журналисты находили в аранжировке «восточные оттенки» и «восточные инструменты», а также «скандинавские ритмы». Некоторые критики посчитали песню излишне эклектичной. В песне Манижа поёт и читает речитатив. По словам журналиста Артёма Макарского, «Russian Woman» вбирает в себя элементы более ранней музыки Манижи, в особенности синглов «Недославянка», «Vanya» и «Человеку нужен человек», в которых поп-музыка также сочеталась с народными мотивами.
Песня посвящена жизни женщин в России. Один из куплетов написан от лица родственников, критикующих лирическую героиню за отсутствие мужа и детей. Многие журналисты и исследователи посчитали, что песня вдохновлена феминистскими идеями и критикует гендерные стереотипы. Строчку «С ночи до утра ждём мы корабля» некоторые фанаты «Евровидения» интерпретировали как отсылку к повести «Алые паруса» Александра Грина — в ней протагонистка ждёт мужчину, который должен приплыть к ней на корабле.
Вместе с тем тот факт, что Манижа, будучи уроженкой Таджикистана, поёт песню о русских женщинах, делает песню также комментарием к этническим стереотипам. Артём Макарский и антрополог Дмитрий Опарин посчитали, что «русская женщина» в контексте песни — надэтническая категория, которая в большей степени говорит не о происхождении, а о жизненном опыте. Социолог Гузель Юсупова заявила, что «Russian Woman» ставит под сомнение тождественность понятий «славянка» и «русская». В описании проекта «#thisisrussianwoman», запущенного Манижей в Instagram вместе с выходом песни, в русском переводе использовалось прилагательное «русская».
Манижа так прокомментировала смысл песни:
Это песня о трансформации самоощущения женщины за последние несколько столетий в России. Российская женщина прошла удивительный путь от крестьянской избы до права избирать и быть избранной (одной из первых в мире), от фабричных цехов до полётов в космос. Она никогда не боялась противостоять стереотипам и брать ответственность на себя.Манижа
После отбора на «Евровидение-2021» Манижа изменила текст песни: строчка You’re strong enough to bounce against the wall (с англ. — «Ты достаточно сильна, чтобы отскочить от стены») была заменена на You’re strong enough, you’re gonna break the wall (с англ. — «Ты достаточно сильна, ты сломаешь стену»). Изменённый текст появился и в студийной версии песни, и в выступлении Манижи на конкурсе. Манижа прокомментировала это так: «Я решила, что нет, мы не „отскакиваем“ от стен, мы здесь для того, чтобы ломать их».

## История
По словам Манижи, песня была написана 8 марта 2020 года в Тель-Авиве, за год до отбора на «Евровидение-2021». До предложения выступить на нём она планировала включить песню в предстоящий альбом.

### Национальный отбор

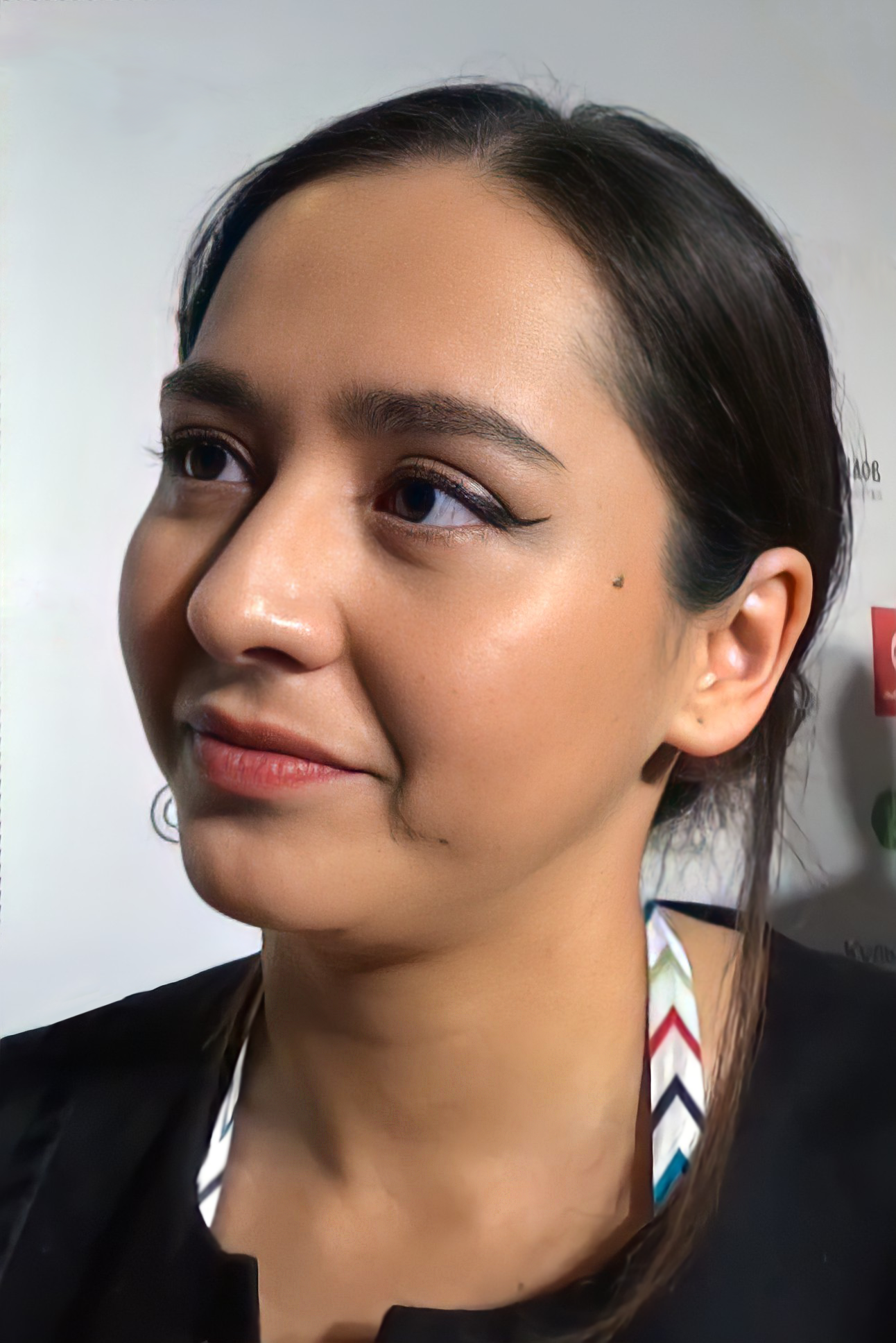
Манижа

8 марта 2021 года состоялся национальный отбор представителя России на «Евровидение-2021», его в прямом эфире транслировал Первый канал. Группа Little Big, которая не смогла поехать на «Евровидение» в 2020 году из-за отмены конкурса в связи с пандемией COVID-19, отказалась от участия. В отборе участвовала в том числе Манижа с песней «Russian Woman». По словам Манижи, она надеялась, что участие в отборе улучшит продажи на предстоящий концерт 9 марта, но не думала, что выиграет отбор. По итогам зрительского SMS-голосования певица победила, получив 39,7 % голосов. Её соперники «2Маши» и Therr Maitz получили 35,7 % и 24,6 % голосов соответственно. Победу в отборе Манижа посвятила своей бабушке Эргашой Сангиновой. Сама певица прокомментировала предстоящее выступление в конкурсе так: «Для меня участие в „Евровидении“ — это великая возможность поговорить с миром о том, что для меня действительно важно. Я таджичка, но Россия приняла и вырастила меня. Я хотела бы, чтобы мир увидел нашу страну такой, какой её знаю я: щедрой, открытой, яркой, ни на что не похожей». 19 марта был выпущена студийная версия песни. 4 апреля Манижа исполнила песню на церемонии вручения премии «Жара Music Awards». 25 апреля Манижа выступила на PrePartyES21, соединив «Russian Woman» с песней «Не верь, не бойся, не проси» группы «Тату», которую группа исполнила на Евровидении-2003.

### «Евровидение-2021»
18 мая в Роттердаме состоялся первый полуфинал «Евровидения-2021», в котором выступала Манижа. Она появилась на сцене в большом «плывущем» платье на передвижном механизме на колёсах, похожая на «чайную бабу», а затем во время выступления вышла из него через дверцу. Платье, собранное из лоскутов с узорами, характерными для культур разных народов России, символизирует многонациональность страны, а «выход» певицы из него — переход от стереотипов к реальности. В платье вшиты настоящие лоскуты ткани из разных регионов, в том числе присланные фанатами. Разработкой дизайна занимались дизайнер Светлана Серякова и Наджиба Усманова, мама Манижи, оно было сшито в театральной мастерской «Вот-Так». Внешний вид костюма и анимация, показанная на экране во время выступления, вдохновлены творчеством художницы Натальи Гончаровой. Оставшуюся часть выступления Манижа пела в «рабочем» красном комбинезоне, на спине которого написано «РАШН WУМАН». По словам Манижи, ей хотелось представлять на сцене «женщин рабочего класса, которые много работают для того, чтобы быть успешными». Бюджет выступления составил более десяти миллионов рублей.
В конце выступления на экране сцены транслировался коллаж из видеороликов, на которых известные российские женщины подпевают песне. В их число вошли журналистки Елена Костюченко, Катерина Гордеева и Алла Гутникова, общественный деятель Анна Федермессер, актриса Чулпан Хаматова, предпринимательница Гузель Санжапова, блогеры Марьям Алиева и Сэмми Джабраиль, художница Саша Фролова, активистка Майя Демидова, мама певицы Наджиба Усманова и другие. По итогам голосования Манижа заняла третье место, набрав 225 баллов (117 от жюри и 108 от телезрителей), и прошла в финал. Спустя несколько часов после трансляции полуфинала видео с исполнением «Russian Woman» на YouTube стало самым просматриваемым среди всех выступлений 18 мая.
22 мая прошёл финал конкурса. Манижа выступила под пятым номером, получила 204 балла (104 от жюри и 100 от зрителей) и заняла 9-е место. При этом выступление Манижи удостоилось высшей оценки в 12 баллов от жюри Азербайджана, а также от телезрителей Молдовы. В конкурсе победила итальянская группа Måneskin с песней «Zitti e buoni».

### После Евровидения
В сентябре 2021 года Манижа совместно с пианистом Кириллом Рихтером выпустила мини-альбом «Russian Woman Show». Он состоит из пяти живых записей с концерта музыкантов в Нижнем Новгороде, прошедшего в августе, в том числе и самой песни «Russian Woman». В ноябре вышел трибьют-альбом «Тату» под названием «200 по встречной», в записи которого поучаствовала Манижа. На альбом попала студийная версия микса «Russian Woman» и «Не верь, не бойся, не проси».

## Реакция

### Интернет
Выбор Манижи как представительницы России на «Евровидении» вызвал противоречивую реакцию пользователей социальных сетей. Некоторые пользователи негативно отнеслись к тому, что Россию на конкурсе будет представлять уроженка Таджикистана, что певица таджикского происхождения будет петь песню о русских женщинах, и посчитали, что её текст оскорбителен по отношению к русским женщинам. Негативную реакцию некоторых пользователей вызывало то, что Манижа является феминисткой, высказывалась в поддержку защиты прав иммигрантов и ЛГБТ-людей, а также занималась активизмом в сферах прав беженцев и борьбы с домашним насилием в России. Манижа рассказала, что столкнулась с массовыми оскорблениями и угрозами в свой адрес. Пользователи также обвинили руководство Первого канала, проводившего отбор, в подтасовке результатов голосования. Вместе с тем многие, напротив, поддержали певицу. 17 марта Манижа выложила на своём YouTube-канале юмористическое видео, стилизованное под документальное расследование, в котором высмеиваются негативные комментарии о её этническом происхождении.

### Пресса и деятели искусств
Музыкальный критик Евгений Бабичев осудил ксенофобные комментарии в адрес певицы, но раскритиковал выбор песни на русском языке, посчитав, что это может ухудшить результат России на «Евровидении», где принято петь англоязычные композиции; такую же точку зрения высказали поэт и автор песен Карен Кавалерян и представитель России на «Евровидении» в 2016 и 2019 годах Сергей Лазарев. Вместе с тем обозреватель «Российской газеты» Александр Алексеев посчитал, что использование национальных языков на «Евровидении» — мода последних лет. После полуфинала Манижа прокомментировала это так: «…мне говорили, что я никогда-никогда не пройду в финал с песней на русском языке. Поэтому моя главная эмоция и победа в том, что я вышла в финал с песней на русском языке — впервые с тех пор, когда t.A.T.u. ездили на „Евровидение“. <…> Это счастливое ощущение, и оно дорого стоит — показать, что русский язык прекрасен, он невероятный, на нем можно и нужно петь как можно больше песен и быть понятыми не только в своей стране». Некоторые российские государственные СМИ поддержали Манижу: так, например, журналистка Тина Канделаки в колонке для RT положительно оценила певицу и её выступление за продвижение «женственности» в Европе, где, по её словам, происходит «смешение гендерных полюсов».
Музыкальный продюсер Иосиф Пригожин положительно отозвался о выступлении Манижи, но посчитал, что на конкурсе её могут принять плохо. Такое же мнение высказала Анна Прокопьева, худрук группы «Бурановские бабушки», занявшей второе место в «Евровидении-2012». Певица Мария Кац, выступавшая на «Евровидении-1994», назвала песню наиболее достойной из всех, участвовавших в отборе. Участие Манижи в конкурсе поддержали музыканты Лолита Милявская, ST, Шура Би-2, участники «Евровидения» прошлых лет Филипп Киркоров, Дима Билан, Юлия Савичева, Юлия Самойлова и Кристиан Костов, а также продюсер Алина Пязок, режиссёр Нателла Крапивина, актёры Алексей Агранович и Светлана Устинова и гимнастка Самира Мустафаева. Песню и номер певицы поддержали некоторые другие участники «Евровидения-2021»: Альбина Грчич, представительница Хорватии, и Вайдотас Валюкявичюс, вокалист группы The Roop, представляющей на конкурсе Литву.
Критик Павел Рудченко заявил, что песня «довольно слабая», посчитав текст и мелодию недостаточно запоминающимися. Журналист Евгений Легостаев, наоборот, положительно отозвался о песне: по его мнению, мультикультурная эклектичность песни хорошо подходит для конкурса. Критик Владимир Завьялов посчитал, что необычная аранжировка, сочетающая разные жанры, смотрится выгодно на фоне зачастую однотипных песен «Евровидения». Музыкант Юрий Лоза негативно отозвался о «Russian Woman» и о песнях, которые представляли Россию на «Евровидении» в прошлые годы.
Обозреватели «Афиша Daily» посчитали, что участие певицы таджикского происхождения с песней «об эмансипации» как представительницы России, с одной стороны, стало прецедентом для страны, а с другой — что это событие не свидетельствует об изменениях в сферах прав женщин и прав мигрантов в российском обществе. В заметках о «Евровидении» некоторые западные издания положительно отозвались о выступлении Манижи, заявив, что она «бросила вызов» российскому консервативному истеблишменту.
26 мая 2021 года в издании Wonderzine вышла статья, которая пересказывала сообщения других источников о том, что национальный отбор был постановкой, и победа Манижи в нём была предрешена. Согласно статье, родственники Манижи, в том числе дядя, связаны с госкорпорациями. Автор статьи, главред издания Юлия Таратута, также высказала сомнения в том, что выступление на «Евровидении-2021» и резонанс вокруг него поспособствуют распространению феминистских идей в российском обществе. На следующий день Манижа заявила, что в связи с публикацией собирается подать против Таратуты судебный иск «о защите чести и достоинства».

### Общественные деятели
Некоторые российские политики негативно отреагировали на участие Манижи с песней «Russian Woman» в «Евровидении-2021». Политик Владимир Жириновский заявил, что упоминание неполных семей в тексте песни может плохо повлиять на репутацию русских женщин и России в целом. Текст песни также раскритиковали первый заместитель председателя комитета Государственной Думы по культуре Елена Драпеко и депутат Государственной Думы Виталий Милонов. Спикер Совета Федерации Валентина Матвиенко прокомментировала текст на заседании 31 марта: «Кто не знаком с текстом этой песни, рекомендую. Это кони-люди какие-то и вообще какой-то бред. Я вообще не понимаю, что это такое, о чём это». Она также предложила проверить честность хода голосования национального отбора. Бывший председатель Союза таджикистанцев в России Абдулло Давлатов заявил, что реакция на выбор Манижи среди таджикистанцев неоднозначная.
16 марта 2021 года стало известно, что редакция издания «Ветеранские вести» обратилась в Следственный комитет РФ с просьбой возбудить уголовное дело о разжигании межнациональной розни в связи с выходом песни. В обращении, опубликованном на сайте издания, редакция заявила, что песня направлена «на грубое оскорбление и унижение человеческого достоинства русских женщин по признаку отношения к национальности». 18 марта стало известно, что в ведомство также поступила жалоба от организации «Союз православных женщин» с просьбой проверить песню на наличие противоправных высказываний. Руководитель регионального отделения организации Наталья Дмитриевская призвала запретить показ видеозаписи выступления Манижи на национальном отборе и отказаться от участия в «Евровидении»: по её словам, «в самом клипе, в костюме, в словах разжигается межнациональная рознь». Следственный комитет не нашёл нарушений закона в песне и номере Манижи.

## Политическое значение
Политическое значение выступления Манижи на «Евровидении» стало предметом изучения исследователей культуры. Исследователь популярной музыки Марко Биасиоли отмечает, что федеральные российские СМИ одновременно транслировали два нарратива относительно её выступления: для российской аудитории оно подавалось как продвигающее идеи «русскости» в мире, а для западной — как поддерживающее «либеральные» ценности. Экспорт этого нарратива на Запад Биасиоли рассматривает как пример феномена «демонстрации добродетели» (англ. virtue signaling), которое является частью политики по продвижению позитивного образа России в зарубежных странах. Исследователи проводили параллели с прошлыми представителями России на «Евровидении», поддерживающими ЛГБТ-людей и использующими эстетику квира и кэмпа (Дима Билан, Сергей Лазарев, группы «Тату» и Little Big).

## Награды и номинации
В апреле 2021 года песня была номинирована на премию «Eurostory Award», которая вручается за лучший текст среди номинантов на «Евровидение». В объединённом голосовании жюри и фанатов конкурса песня заняла 9-е место, уступив песне-победителю «Евровидения» Zitti e buoni группы Måneskin.

## Чарты
Сразу после выхода, 19 марта, студийная версия на несколько дней попала в чарт «Яндекс. Музыки», оказавшись на 8-й позиции. После «Евровидения-2021» песня поднялась на 3-е место в чарте «Яндекс. Музыки», а также на 2-е место в чартах Apple Music в Москве и Санкт-Петербурге и на 9-е место в российском сегменте Deezer. К концу мая она поднялась на 3-е место в общем чарте Apple Music в России, а видео выступления на «Евровидении» стало самым популярным видеоклипом в российском YouTube за неделю 21—27 мая. Также песня оказалась на 1-м месте чарта Муз-ТВ.
| Чарт                        | Высшая позиция |
| --------------------------- | -------------- |
| Беларусь (iTunes)           | 3              |
| Бельгия (iTunes)            | 139            |
| Бельгия/Фландрия (Ultratip) | 32             |
| Германия (iTunes)           | 191            |
| Греция (IFPI)               | 51             |
| Исландия (Tónlist)          | 40             |
| Коста-Рика (iTunes)         | 2              |
| Литва (AGATA)               | 12             |
| Нидерланды (iTunes)         | 192            |
| Нидерланды (Single Top 100) | 81             |
| Россия (Муз-ТВ)             | 1              |
| Россия (СберЗвук)           | 16             |
| Россия (Яндекс.Музыка)      | 3              |
| Россия (Apple Music)        | 3              |
| Россия (Deezer)             | 9              |
| Россия (iTunes)             | 19             |
| Россия (Tophit)             | 1              |
| Украина (Tophit)            | 2              |
| Бельгия (iTunes)            | 153            |
| Швеция (Sverigetopplistan)  | 84             |